# Microbotryum cichorii
Microbotryum cichorii är en svampart som först beskrevs av Hans Sydow, och fick sitt nu gällande namn av Vánky 1998. Microbotryum cichorii ingår i släktet Microbotryum och familjen Microbotryaceae.   Inga underarter finns listade i Catalogue of Life.